# 마음이 머무는 밤 남복희입니다
《마음이 머무는 밤 남복희입니다》는 대한민국의 방송국 국방FM에서 주말 밤 8시부터 9시 55분까지 방송하는 라디오 음악 전문 프로그램이다.

## 역사
2021년 11월 13일에 신설했다. 2023년 4월 2일 자로 2년만에 폐지되었다.

## 코너

### 토일 코너
- 마음이 머무는, 소울 스피치

### 요일별 코너
- 토요일 - 마음이 지나온 밤, 마밤, 알고리즘
- 일요일 - 밤에 만나는 이웃, 마음에 머무는 그 대사, 그 도시

## 진행
- 남복희